# Цзинбянь
Цзинбя́нь (кит. упр. 靖边, пиньинь Jìngbiān) — уезд городского округа Юйлинь провинции Шэньси (КНР). Уезд назван по пограничному укреплению, существовавшему здесь во времена империи Мин.

## История
При империи Западная Хань эти земли входили в состав уезда Шэянь (奢延县). Во времена диктатуры Ван Мана уезд Шэянь был переименован в Фанъинь (方阴县). При империи Восточная Хань он прекратил своё существование, так как эти земли надолго перешли под власть кочевых народов.
Во времена империи Восточная Цзинь гунны, создав государство Великое Ся, возвели здесь его столицу — сильно укреплённый город Тунвань. В 427 году войска Северной Вэй захватили эту территорию, а эти земли в 446 году вошли в состав уезда Яньлу (岩绿县). В 487 году западная часть этих земель вошла в состав уезда Шаньлу (山鹿县), а при империи Северная Чжоу в 564 году в восточной части этих земель был создан уезд Ниншо (宁朔县).
При империи Суй в 583 году уезд Шаньлу был присоединён к уезду Чанцзэ (长泽县). Когда в конце империи Суй в стране начались беспорядки, Лян Шиду создал в этих местах в 617 году государство Лян (梁国) и признал себя вассалом тюркского Шибир-хана. В 619 году империя Тан, сменившая империю Суй смогла вернуть себе контроль над уездом Ниншо. В 628 году в Восточно-тюркском каганате началась внутренняя смута, и он не смог прийти на помощь Лян Шиду. Осаждённый Лян Шиду был убит своим двоюродным братом Лян Ложэнем, который после этого сдался Ли Шиминю, и эти места вошли в состав империи Тан. Уезд Ниншо был расформирован, а уезд Яньлу переименован в Шофан (朔方县). В 631 году уезд Ниншо был воссоздан, в 702 вновь ликвидирован, в 716 создан опять, и в 721 году ликвидирован окончательно.
В конце империи Тан тангутский вождь Тоба Сыми за помощь в подавлении восстания Хуан Чао получил в 886 году звание цзедуши Диннаньского военного округа (定难军), образованного в этих местах. Он сумел остаться в стороне от бурных событий эпохи Пяти династий и 10 царств, и после объединения страны империей Сун очередной наследный цзедуши Ли Цзипэн в 982 году признал главенство новой империи, но его младший брат Ли Цзицянь захватил контроль над областью Иньчжоу, и то признавал власть Сун, то восставал против неё. В 1038 году внук Ли Цзицяня Ли Юаньхао провозгласил себя императором государства Си Ся, и эти земли вошли в состав нового государства.
При империи Мин в 1373 году был создан Цзинбяньский гарнизон (靖边卫). При империи Цин в 1731 году на этих землях было введено управление гражданской администрации, и был создан уезд Цзинбянь.
В 1935 году эти места были захвачены Красной армией под командованием Лю Чжиданя. Впоследствии на контролируемой коммунистами территории был образован Шэньси-Ганьсу-Нинсяский советский район, и уезд вошёл в его состав.
После образования КНР в 1950 году был создан Специальный район Юйлинь (榆林专区), и уезд вошёл в его состав. В 1968 году Специальный район Юйлинь был переименован в Округ Юйлинь (榆林地区).
В 1999 году постановлением Госсовета КНР были расформированы округ Юйлинь и городской уезд Юйлинь, и был образован городской округ Юйлинь.

## Административное деление
Уезд делится на 1 уличный комитет и 16 посёлков.